# Pułazie-Świerże
Pułazie-Świerże – wieś w Polsce położona w województwie podlaskim, w powiecie wysokomazowieckim, w gminie Szepietowo.
| SIMC    | Nazwa           | Rodzaj    |
| ------- | --------------- | --------- |
| 0407345 | Pułazie-Wojdyły | część wsi |

W latach 1975–1998 miejscowość administracyjnie należała do województwa łomżyńskiego.
Wierni kościoła rzymskokatolickiego należą do parafii św. Anny w Dąbrówce Kościelnej.

## Historia
W roku 1827 miejscowość liczyła 36 domów i 198 mieszkańców.
Pod koniec XIX wieku była to wieś drobnoszlachecka w powiecie mazowieckim, gminie Szepietowo, parafii Dąbrówka Kościelna.
W roku 1921 było tu 45 budynków z przeznaczeniem mieszkalnym i 2 inne zamieszkałe oraz 297 mieszkańców (137 mężczyzn i 160 kobiet). Narodowość polską podały 283 osoby, 4 białoruską, 9 żydowską, a 1 inną.
31 grudnia 2011 r. liczba mieszkańców wyniosła 186 osób.

## Obiekty zabytkowe
- ślady osadnicze z epoki kamiennej
- ślady osadnicze z późnego średniowiecza[10]